# Michael Douglas
Michael Kirk Douglas (rođen 25. rujna 1944.),  američki filmski i televizijski glumac i producent. Douglasov prvi televizijski nastup bila je uloga mladog partnera Karla Maldena, inspektora Stevea Kellera, u popularnoj kriminalističkoj seriji iz sedamdesetih, Ulice San Francisca (uloga koju je igrao od 1972. do 1976.). 1986. je osvojio Oscara za ulogu u Wall Streetu.

## Životopis

### Rani život
Douglas je rođen u New Brunswicku, New Jersey, kao sin proslavljenog američkog glumca Kirka Douglasa i bermudske glumice Diane Dill. Njegovi djed i baka s očeve strane, Herschel Danielovitch i Byrna Sanglel, bili su židovski imigranti iz Rusije, dok su oni s majčine strane, potpukovnik Thomas Melville Dill i Ruth Rapalje Neilson, bili izvorni stanovnici Devosnhirea, Bermudi. Douglas je maturirao na prestižnoj školi Eaglebrook School u Deerfieldu, Massachusetts prije nego što je otišao u Choate Rosemary Hall u Wallingfordu, Connecticut, u istu školu koju je pohađala Glenn Close. Douglas je 1968. diplomirao dramske umjetnosti na Kalifornijskom sveučilištu u Santa Barbari.

### Karijera
Kako je imao slavnog oca, otvorila su mu se mnoga vrata o kojima su drugi mogli samo sanjati. Douglas je nastupao u televizijskoj seriji Ulice San Francisca od 1972. do 1976. 1976. je osvojio Oscara kao producent filma Let iznad kukavičjeg gnijezda. Iako se pokazao kao sposoban glumac u Ulicama, njegova je karijera nakon serije ušla u fazu stagnacije, u kojoj se pojavio u par manje poznatih filmova.
Sreća mu se nasmiješila kad je 1984. nastupio u romantičnoj pustolovnoj komediji Lov na zeleni dijamant. Godinu poslije je uslijedio nastavak, Dragulj s Nila. 1987. je s Glenn Close nastupio u  Fatalnoj privlačnosti, filmu koji je postao svjetski hit. 1988. je osvojio Oscara za ulogu Gordona Gekka u  Wall Streetu. Kasnije se pojavio u sličnoj ulozi Gospodina Rosea u  Ratu Roseovih, u kojem su nastupili i Kathleen Turner i Danny DeVito. 1989. je nastupio u glavnoj ulozi u međunarodnoj hit policijskoj drami Crna kiša s Andyjem Garciom i Kate Chapshaw redatelja Ridleyja Scotta.
1992. je u  Sirovim strastima nastupio sa Sharon Stone. Film je bio veliki hit i izazvao kontroverze o prikazu biseksualnosti i lezbijstva. 1994. su se on i Demi Moore pojavili u  Razotkrivanju, koji se fokusirao na vruću temu seksualnog zlostavljanja iz muške perspektive. To je potaknulo još žešće rasprave o kontroverznoj temi te pomoglo otkloniti ženske predrasude da većina muškaraca zlostavlja članice suprotnog spola na radnom mjestu.
Douglas je i dalje ostao jedan od najtraženijih holivudskih glumaca. Nakon komercijalnog podbačaja filma Sve ostaje u obitelji (2003.), tri godine se nije pojavljivao na filmu, sve do Sentinela 2006. Godinu prije objavljivanja Sve ostaje u obitelji, nastupio je u gostujućoj ulozi u seriji Will i Grace, kao policajac homoseksualac kojeg privlači Will Truman (Eric McCormack); izvedba mu je donijela nominaciju za Emmyja za najboljeg gostujućeg glumca u humorističnoj seriji. Njegova kolegica iz Fatalne privlačnosti, Glenn Close, pojavila se u sljedećoj epizodi serije i za svoju izvedbu zaradila nominaciju za Emmyja.
Douglas na pitanje o  Sirovim strastima 2: "Da, davno su me pitali o tome, ali mislim da smo to napravili dosta dobro; (Paul) Verhoven je dosta dobar redatelj. Nisam gledao nastavak. Snimio sam samo jedan nastavak u životu, Dragulj s Nila nakon Lova na zeleni dijamant. Osim toga, tu je i problem s godinama, znate? Sharon još izgleda fantastično. Scenarij je bio prilično dobar. Dobar za nju, ona je u srednjim četrdesetima, a nema puno uloga okolo. Prvi je vjerojatno bio najbolji film njene karijere - definitivno joj je označio karijeru, a bila je sjajna u njemu."

### Privatni život
Douglas se 20. ožujka 1977. oženio s Diandrom Luker. Imaju jednog sina, Camerona (rođenog 13. prosinca 1978.). 1980. je doživio tešku skijašku nesreću nakon koje tri godine nije nastupao. U rujnu 1992. se povrgnuo liječenju od alkohola. 2000. nakon 23 godine braka, Diandra se razvela od Douglasa.
18. studenog 2000. se oženio s velškom glumicom Catherine Zeta-Jones; oboje su rođeni 25. rujna, samo s 25 godina razlike. Ona tvrdi da je, kad su se upoznali, upotrijebio rečenicu, "Htio bih biti otac tvoje djece." Imaju dvoje djece, Dylana Michaela (rođenog 8. kolovoza 2000.) i Carys Zeta (rođenu 20. travnja 2003.).

## Filmografija
| Godina | Naslov                        | Uloga                                | Bilješke                          |
| ------ | ----------------------------- | ------------------------------------ | --------------------------------- |
| 1966.  | Cast a Giant Shadow           | Vozač džipa                          | manja uloga                       |
| 1969.  | Hail, Hero!                   | Carl Dixon                           |                                   |
| 1970.  | Adam at Six A.M.              | Adam Gaines                          |                                   |
| 1971.  | Summertree                    | Jerry                                |                                   |
| 1972.  | Napoleon i Samantha           | Danny                                |                                   |
| 1975.  | Let iznad kukavičjeg gnijezda |                                      | (producent)                       |
| 1978.  | Koma                          | Dr. Mark Bellows                     |                                   |
| 1979.  | Running                       | Michael Andropolis                   |                                   |
| 1979.  | Kineski sindrom               | Richard Adams                        | (glumac/producent)                |
| 1980.  | Na meni je red                | Ben Lewin                            |                                   |
| 1983.  | Suci izvan zakona             | Sudac Vrhovnog suda Steven R. Hardin |                                   |
| 1984.  | Lov na zeleni dijamant        | Jack Colton                          | (glumac/producent)                |
| 1985.  | A Chorus Line                 | Zach                                 |                                   |
| 1985.  | Dijamant s Nila               | Jack Colton                          | (glumac/producent)                |
| 1987.  | Wall Street                   | Gordon Gekko                         | Oscar za najboljeg glavnog glumca |
| 1987.  | Fatalna privlačnost           | Dan Gallagher                        |                                   |
| 1989.  | Rat ruža                      | Oliver Rose                          |                                   |
| 1989.  | Crna kiša                     | Detektiv Nick Conklin                |                                   |
| 1992.  | Sirove strasti                | Nick Curran                          |                                   |
| 1992.  | Shining Through               | Ed Leland                            |                                   |
| 1992.  | Oliver Stone: Inside Out      | On sam                               | (dokumentarac)                    |
| 1993.  | Dan ludila                    | William "D-Fens" Foster              |                                   |
| 1994.  | Razotkrivanje                 | Tom Sanders                          |                                   |
| 1995.  | Američki predsjednik          | Američki predsjednik Andrew Shepherd |                                   |
| 1996.  | Duh i tama                    | Charles Remington                    | (glumac/izvršni producent)        |
| 1997.  | Igra                          | Nicholas van Orton                   |                                   |
| 1998.  | Savršeno ubojstvo             | Steven Taylor                        |                                   |
| 1999.  | Jedan dan u rujnu             | Pripovjedač                          | (dokumentarac)                    |
| 1999.  | Get Bruce                     | On sam                               | (dokumentarac)                    |
| 2000.  | Traffic                       | Robert Wakefield                     |                                   |
| 2000.  | Zlatni dečki                  | Profesor Grady Tripp                 |                                   |
| 2001.  | Ne reci ni riječ              | Dr. Nathan R. Conrad                 |                                   |
| 2001.  | In Search of Peace            | Pripovjedač                          | (dokumentarac)                    |
| 2001.  | Što muškarci žele             | G. Burmeister                        | (glumac/producent)                |
| 2003.  | Obiteljske veze               | Steve Tobias                         |                                   |
| 2003.  | Sve ostaje u obitelji         | Alex Gromberg                        |                                   |
| 2003.  | Direct Order                  | Pripovjedač                          | (dokumentarac)                    |
| 2004.  | The Beautiful Country         | Čovjek na televiziji                 | Materijal iz Wall Streeta.        |
| 2004.  | Tell Them Who You Are         | On sam                               | (dokumentarac)                    |
| 2006.  | Svakog gosta tri dana dosta   | G. Thompson                          |                                   |
| 2006.  | Sentinel                      | Pete Garrison                        | (glumac/producent)                |
| 2007.  | Kralj Kalifornije             | Charlie                              |                                   |

## Vanjske poveznice
- Michael Douglas u internetskoj bazi filmova IMDb-u (engl.)
- Michael Douglas na Internet Broadway Databaseu (engl.)
- Michael Douglas  Arhivirana inačica izvorne stranice od 21. kolovoza 2008. (Wayback Machine) Neslužbena fan stranica
- Michael Douglas  Arhivirana inačica izvorne stranice od 2. travnja 2001. (Wayback Machine) Personal Documents Archive at the Wisconsin Historical Society